# (73929) 1997 OK1
(73929) 1997 OK1 – planetoida z pasa głównego asteroid okrążająca Słońce w ciągu 5,26 lat w średniej odległości 3,02 j.a. Odkryta 28 lipca 1997 roku.